# Bistum Cloyne
Das Bistum Cloyne (irisch: Deoise Chluana, lateinisch: Dioecesis Cloynensis) ist eine in Irland gelegene römisch-katholische Diözese mit Sitz in Cobh, benannt nach der Kleinstadt Cloyne.

## Geschichte

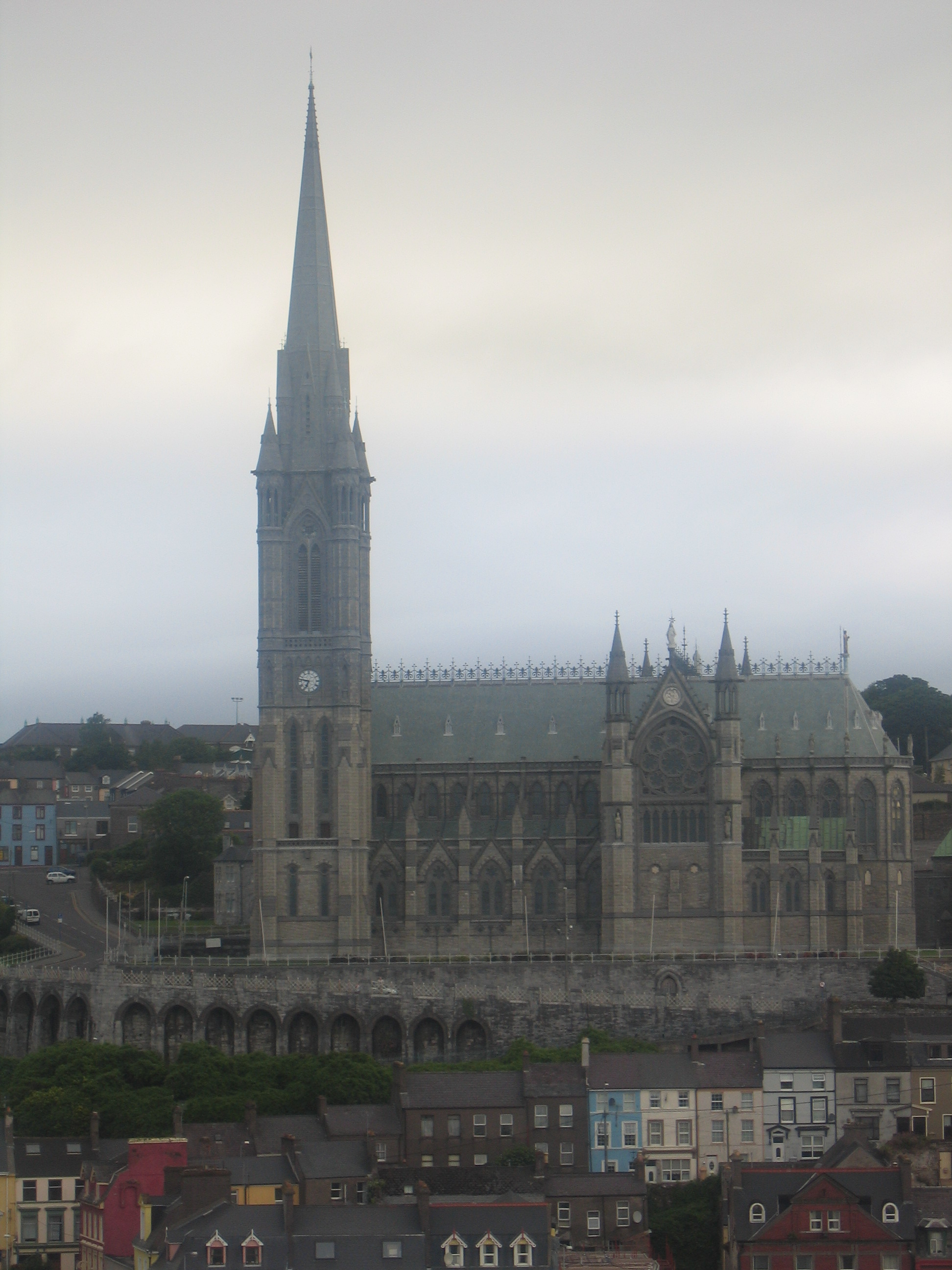
Die Kathedrale von Cobh

Das Bistum Cloyne wurde im Jahre 580 durch Papst Pelagius II. errichtet. 1152 wurde das Bistum Cloyne dem Erzbistum Cashel und Emly als Suffraganbistum unterstellt.